# Queenzieburn
Queenzieburn är en by i North Lanarkshire i Skottland. Byn är belägen 57,7 km 
från Edinburgh. Orten har 520 invånare (2016).